# Prototype 2
Prototype 2 (estilizado cómo [PROTOTYPE2]) es un videojuego de acción-aventura de mundo abierto desarrollado por Radical Entertainment y publicado por Activision, y es la secuela de Prototype de 2009. Anunciado por primera vez en los Premios Spike VGA 2010, fue lanzado en abril de 2012 para PlayStation 3 y Xbox 360, y en julio de 2012 para Microsoft Windows. En julio de 2015, el juego fue relanzado junto con su predecesor como el Prototype Biohazard Bundle para PlayStation 4 y Xbox One. Las versiones separadas de los dos juegos estuvieron disponibles en agosto de 2015. Prototype 2 cambia el enfoque hacia un nuevo protagonista, el ex Marine de Estados Unidos el sargento James Heller, que busca vengarse de Alex Mercer, el protagonista del Prototype original, después de la muerte de su familia durante un nuevo brote del virus Blacklight en Manhattan, que fue iniciado por Mercer. Heller está infectado con una cepa del virus que le permite mantener su humanidad al tiempo que le otorga poderes similares a los de Mercer, incluyendo metaforfosis y consumidoras de personas, que utiliza en su misión para detener a Mercer y el brote de Blacklight.
Tras el lanzamiento, Prototype 2 recibió críticas generalmente positivas para las versiones de PlayStation 3 y Windows, y críticas mixtas para la versión de Xbox 360. La mayoría de los críticos lo elogiaron por su entretenido juego y las mejoras con respecto a su predecesor en ciertas áreas, aunque la naturaleza repetitiva del juego y la historia principal atrajeron críticas. Si bien el juego era uno de los más vendidos en el momento del lanzamiento, su disminución de las ventas finalmente resultó en la reducción de Radical Entertainment. Una miniserie de cómics, que cierra la brecha entre los dos juegos Prototipo, fue publicada por Dark Horse Comics.

## Modo de juego
Al igual que Alex Mercer, James Heller puede cambiar de forma y asumir la identidad de otras personas y sus recuerdos. Para asegurarse de que los enemigos no abrumen al jugador, Radical ha creado un sistema de esquivar y nueva IA, más realista. Heller es capaz de utilizar las armas en el juego, como la extracción de los cañones fuera de un tanque y usarlo contra los enemigos. Heller también puede sorprender a incautos enemigos humanos, al inyectarles el virus de la luz negra (Blacklight)en ellos y crear una especie de "Biobomba" con ellos para hacer estallar todo lo que este a su alcance. James Heller también tiene una mayor velocidad, movimiento, fuerza, resistencia, tiempo de recuperación además de un sentido de sonar. Radical ha declarado que en los poderes será más significativo, que vendrá en las mutaciones y mejoras que permiten a los jugadores decidir cómo quieren jugar con Heller. 
Para dar a los jugadores más poder en el juego, los desarrolladores han añadido tendones. los tendones brotan de los brazos de Heller y se pueden utilizar para una variedad de propósitos, como el acercamiento de objetos en el entorno del juego. Los jugadores pueden usar tendones para aplastar a los objetos en otros objetos, como un automóvil en un tanque o viceversa. Además, los jugadores pueden encadenar a los enemigos en "redes", al igual que las habilidades de Spider-man , para que sean vulnerables a ataques. Los jugadores son capaces de extraer los enemigos por la mitad. 
A diferencia del juego original, a Heller no se le dará sus misiones por una persona, sino a elegir él mismo. Piratería en BlackNet, un sistema de Blackwatch que los detalles de las operaciones militares y las tres áreas de NYZ, Heller elige sus propias misiones. BlackNet permitirá a Heller a las operaciones de búsqueda que pueden interrumpir o tomar el control de para sus propios fines, o encontrar a gente importante que le permitirá aprender más acerca de lo que se ha convertido en causa del virus de la luz negra. También le ayudará a saber más acerca de Alex Mercer y por qué este mató a su familia. Las misiones que se pueden seleccionar se les considera misiones secundarias (coger) o ampliaciones de la misión principal que le dicen a Heller más información sobre el Virus de luz negra.

## Argumento
Llevando a cabo 14 meses después de Prototype,Nueva York estilizada y cero (NYZ), se ha dividido en tres regiones. Cada región está afectada por cómo Nueva York es por el Virus de luz negra. La zona roja es la casa de Alex Mercer, en donde el virus de luz negra crece sin trabas, se desarrolla y muta. La Zona Verde es un área en cuarentena llena de barrios marginales y gente pobre, es muy concurrida y mientras el virus se desarrolla allí, es de menor importancia. La Zona Amarilla se parece a una ciudad no infectada de Nueva York, excepto por la presencia de Blackwatch. James Heller tendrá las misiones de cada zona y la dificultad de cada misión dependerá de la zona en la que se lleva a cabo en Blackwatch se acredita como ocupando y controlando NYZ, pero se dice que Nueva York en realidad pertenece a Alex Mercer, aunque este último se ha convertido en un fantasma y sólo se le ve pocas veces y aun así sólo una pequeña muestra de él por una fracción de segundo puede ser atrapado. 
Debido a la mutación del virus, Heller no es del todo como Mercer en términos con el virus. La mutación del virus le ha otorgado zarcillos, que hacen que la apariencia de Heller más fluido y orgánico que hick metálico, delegado de Mercer, los insectos quitina coloración similar a la sangre a secas.

## James Heller
Altura: 1,88 m (6′ 2″).
Peso: 74Kg.
Edad: 35 años.
Ojos: Marrones.
Pelo: calvo
Profesión: Sargento
Rasgos de Personalidad: Familiar, Agresivo, Vengativo, Militar.
Detalles: Es mutante, protagonista principal, fue infectado por Alex Mercer con el virus Blacklight, James Heller puede cambiar de forma y asumir las identidades y memorias de otras personas, y también posee muchas habilidades de mutante como las de mercer

## Desarrollo
El desarrollo del juego comenzó poco después del éxito popular del primer juego y ha estado en desarrollo durante tres años. El juego fue mostrado por primera vez en el 2010 de Spike VGA Awards en diciembre. El juego fue revelado después de ser el foco principal de la edición de abril de 2011 Edición de EGM. Fue expuesta en EGM y EGMI en 2011 revela muchos detalles nuevos sobre la trama del juego, los personajes y la jugabilidad. Los gráficos del juego han sido completamente actualizados, los edificios son mucho más detallados junto a la deformación de los vehículos, los mutantes y los seres humanos son mucho más realistas . También se reveló que los jugadores podrán utilizar a los seres humanos como bombas para destruir otros enemigos con los que los niveles de destrucción en el juego sería mucho más "divertida". 
En junio de 2011, se confirmó que Prototype 2 no tendría modo multijugador en línea. Se había declarado que si bien era un concepto de diversión en los juegos de acción en tercera persona, al final fue no sólo un concepto necesario para hacer un mejor juego. Ken Rossman, sin embargo, declaró que Prototype 2 tendría contenido descargable. Radical, sin embargo, recientemente contrató a los programadores en línea, con lo que la idea de que hay varios jugadores en línea en el juego una vez más. 
Para promover el juego, Radical Entertainment ha lanzado un Facebook app para el juego. La aplicación se llama BlackNet, el nombre de sistema de misiones del juego, y permite a los aficionados trabajar juntos para "hackear" la interfaz. Hacking que permitirá a los aficionados descubrir una serie de videos, entrevistas y otros detrás de las escenas de contenido, todo en el período previo al lanzamiento del juego. También a través de Facebook, Radical dio a conocer que iban a anunciar algo grande para el "Prototype 2" a ComiCon . Esta fue la habilidad de dejar que la gente en el juego, que también lanzó el primero de los tres tráileres que detalla la historia de Prototype 2.

## Recepción

### Prelanzamiento
De todos los títulos de Activision mostrados en la Comic-Con, el Prototype 2 fue el más bien recibido. Greg Miller de IGN otorgó al Prototype 2 el reconocimiento del mejor juego de Activision en la Comic Con y no mencionó nada negativo en su avance para el juego.

### Liberación
El Prototype 2 recibió "criticas generalmente favorables" en todas las plataformas, excepto en la versión para Xbox 360, que recibió críticas "promedio", según el sitio web de reseñas Metacritic. PlanetXbox360 llamó al juego una "secuela maravillosa que supera al original". En el momento de su salida al público, el creador de la comunidad Dan Harmon consideró al Prototype 2 como un gran juego.
GameZone otorgó a la versión de PlayStation 3 una puntuación de nueve de diez y dijo que era "todo lo que en realidad se podía esperar de una secuela. Mientras que hay ciertos elementos que una vez más se quedan en los viejos tiempos de Ultimate Destruction, Radical Entertainment ha pisado con un poco de diversión, haciendo lo que quieran". la revista Edge le dio a la misma versión de consola ocho de diez y dijo: "Hay una deslumbrante perfección en todos los aspectos del Prototype 2. Lo sientes mientras atraviesas el mundo, corriendo edificios poderosamente, saltando en el aire justo, al llegar al borde del tejado y luego la transición con un toque del gatillo derecho en un deslizamiento que te llevará a la siguiente azotea ". 411Mania le dio al juego una puntuación de ocho de diez y lo llamó "un juego decente. Es menos frustrante que el primero, con más opciones de personalización, mejores habilidades y más cosas que hacer. Sin embargo, está obstaculizado por una historia de basura y una seria falta de Barry Pepper. Vale la pena echarle un vistazo si te gustó el primer juego, o si te gustan los juegos de súper héroes". En The Guardian le dieron a la versión de Xbox 360 un puntaje similar de cuatro estrellas de cinco y se declaró: "La pureza de propósito que hace que el juego sea una caja de matar en arcade tan buena que también lo deja inactivo en cualquier nivel que no esté empapado y plagado de órganos extraviados. Así como un simulador de destrucción en Prototype 2 los puntajes son muy altos, existe la posibilidad de que, al igual que los niños pequeños en la tierra, te aburras después de un corto tiempo y te vayas ". The Digital Fix le dio a la misma versión de consola una puntuación de siete sobre diez y dijo: "Realmente no es el título AAA que quiere ser, pero dijo que también está lejos de ser un buen negocio, aterrizando en algún lugar justo por encima del promedio". The Escapist le dio un puntaje similar de tres y medio estrellas de cinco y lo llamó "una aventura de acción decente con un combate divertido, pero se vuelve un poco exagerado aquí y allá". Digital Spy le dio tres estrellas de cinco y dijo que "sobresale como un campo de exterminio del mundo abierto, en el que se puede dividir a cualquiera en sangrientas cascadas de sangre y agallas. Debajo, es un juego de acción bastante estándar que presenta misiones mundanas que no ofrecen verdadero reto, envuelto en una historia que carece de sustancia y originalidad. Pero esos jugadores que pueden desactivar su cerebro y disfrutar del viaje encontrarán en Prototype 2 "sabor de la acción empapada de sangre un placer más culpable".

### Ventas
Aunque el Prototype 2 fue el videojuego mejor vendido para abril de 2012, superando a Kinect Star Wars y a Call of Duty: Modern Warfare 3, sus ventas fueron considerablemente inferiores a las ventas de juegos lanzados en abril del 2011. El Prototype 2 continuaría su fuertes ventas en el mes de mayo, obteniendo más ventas que el esperado Dragon's Dogma, pero sin poder vencer a Max Payne 3 y su compañero de Activision Blizzard, el juego Diablo III.
El 28 de junio de 2012, Activision anunció que a pesar de la "inversión sustancial", el juego "no encontró una audiencia comercial amplia", y como resultado, el desarrollador Radical se encontraría con despidos y el estudio se reduciría a un rol de apoyo hacia otros Proyectos de Activision.